# Gieorgij Dienisow (1909–1996)
Gieorgij Apollinarjewicz Dienisow (ros. Гео́ргий Аполлина́рьевич Дени́сов, ur. 8 stycznia 1909 we wsi Czernowskoje w guberni permskiej, zm. 1996 w Moskwie) – radziecki polityk, dyplomata, I sekretarz Komitetu Obwodowego WKP(b)/KPZR w Kurganie (1950-1955), członek KC KPZR (1952-1966).
W latach 1924–1928 był uczniem szkoły mechanicznej transportu wodnego w Permie, od 1928 w WKP(b), 1928-1929 przewodniczący związkowego komitetu fabrycznego w Permie, później sekretarz odpowiedzialny rejonowego komitetu Komsomołu, a w 1930 kierownik wydziału kulturalno-propagandowego okręgowego komitetu Komsomołu w Permie. W sierpniu-wrześniu 1930 instruktor Komitetu Miejskiego WKP(b) w Permie, potem kierownik wydziału organizacyjnego komitetu WKP(b) transportu wodnego, 1930-1931 kierownik wydziału Komitetu Miejskiego Komsomołu w Permie, 1931-1932 uczeń permskiego technikum lotniczego, od czerwca 1932 do lutego 1933 pomocnik dyrektora fabryki w Permie. Od lutego do lipca 1933 przewodniczący komitetu fabrycznego, od lipca do listopada 1933 pomocnik szefa wydziału politycznego stanicy maszynowo-traktorowej w Krasnoufimsku, od listopada 1933 do lutego 1936 partyjny organizator KC WKP(b) w fabryce nr 19 w Permie, później II sekretarz komitetu rejonowego, a od maja 1937 do 1939 I sekretarz Komitetu Miejskiego WKP(b) w Krasnokamsku, równocześnie 1938-1939 kierownik wydziału zarządzania organami partyjnymi Komitetu Obwodowego WKP(b) w Permie. Od 1939 sekretarz, później II sekretarz Komitetu Obwodowego WKP(b) w Permie/Mołotowie, w 1942 organizator odpowiedzialny KC WKP(b), od 4 maja 1942 do 29 listopada 1948 I sekretarz Komitetu Obwodowego WKP(b) w Czkałowie (obecnie Orenburg), 1948-1950 słuchacz kursów przy KC WKP(b), następnie inspektor KC WKP(b). Od maja 1950 do 2 kwietnia 1955 I sekretarz Komitetu Obwodowego WKP(b)/KPZR w Kurganie, od 14 października 1952 do 29 marca 1966 członek KC KPZR, od 12 kwietnia 1955 do 13 lipca 1959 I sekretarz Komitetu Obwodowego KPZR w Saratowie. Od lipca 1959 do maja 1960 kierownik Wydziału Rolnego KC KPZR, od 25 maja 1960 do 12 stycznia 1963 ambasador nadzwyczajny i pełnomocny ZSRR w Bułgarii, od 12 stycznia 1963 do 19 stycznia 1966 ambasador nadzwyczajny i pełnomocny ZSRR na Węgrzech. 1966-1975 zastępca przewodniczącego Państwowego Komitetu Rady Ministrów ZSRR ds. kształcenia profesjonalno-technicznego, następnie na emeryturze. Odznaczony Orderem Czerwonego Sztandaru Pracy. Deputowany do Rady Najwyższej ZSRR. Pochowany na Cmentarzu Kuncewskim w Moskwie.